# Фахад Абдулрахман
Фахад Абдулрахман Абдулах (рођен 10. октобра 1962) је бивши фудбалер из Уједињених Арапских Емирата, који је наступао као везни играч. Био је један од водећих фудбалера УАЕ током 1980-их и почетком 1990-их, а највећи део своје клупске каријере провео је у екипи Ал Васл из Дубаија, једног од најуспешнијих клубова у земљи.
Фахад је био део историјске генерације која је обезбедила пласман на Светско првенство у фудбалу 1990. године у Италији, што је био први и до данас једини наступ УАЕ на том такмичењу. Његово учешће на овом турниру сматра се једним од врхунаца његове репрезентативне каријере. У том периоду био је познат по својој техничкој способности, добром прегледу игре и лидерским карактеристикама на терену.